# Opsluiting van Mahmoud Khalil
Mahmoud Khalil, een student-activist aan de Columbia-universiteit en een van de belangrijkste onderhandelaars bij protesten op de universiteit tijdens de oorlog in Gaza, werd op 8 maart 2025 door agenten van de Amerikaanse immigratie- en douanedienst (ICE) uit zijn appartementengebouw in Columbia in New York City gehaald. De agenten hadden geen arrestatiebevel en handelden op bevel van het ministerie van Buitenlandse Zaken om het studentenvisum van Khalil in te trekken. Toen de agenten te horen kregen dat Khalil een rechtmatige permanente inwoner was, zeiden ze dat dan deze status zou worden ingetrokken. Mahmoud werd overgebracht naar het detentiecentrum LaSalle in Jena, Louisiana.
De aanhouding is de eerste publiekelijk bekende deportatiepoging die verband houdt met het pro-Palestijnse activisme onder president Donald Trump, die ermee heeft gedreigd studenten en anderen te straffen die volgens hem Hamas steunen of antisemitisme promoten. 
De arrestatie van Khalil heeft geleid tot wijdverbreide kritiek van burgerrechtenorganisaties, leden van de Democratische Partij en advocaten, die stellen dat het een aanval is op de vrijheid van meningsuiting en het Eerste Amendement.

## Gerechtelijke procedure
Er is geen strafrechtelijke aanklacht tegen Khalil. In plaats daarvan baseert het argument van de regering zich op een deel van de Immigration and Nationality Act uit de Koude Oorlog van 1952, waarin staat dat buitenlanders in de VS gedeporteerd kunnen worden als de minister van Buitenlandse Zaken van mening is dat hun aanwezigheid ernstige negatieve gevolgen zal hebben voor het Amerikaanse buitenlandse beleid.
Op 11 april 2025 oordeelde immigratierechter Jamee E. Comans van Louisiana dat Khalil uitzetbaar is, op grond van de bewering van minister van Buitenlandse Zaken Marco Rubio dat zijn aanhoudende aanwezigheid "negatieve gevolgen voor het buitenlands beleid" met zich meebrengt. De rechter zei dat zij niet de bevoegdheid had om deze beslissing in twijfel te trekken. Een federale districtsrechtbank heeft een uitstel van de deportatie van Khalil afgekondigd terwijl zij een aparte zaak behandelt waarin de grondwettelijkheid van zijn arrestatie en detentie wordt aangevochten.
Op 28 mei 2025 vonniste rechter Michael E. Farbiarz van het district van New Jersey dat het deel van de Immigration and Nationality Act waaronder de regering Khalil wou deporteren waarschijnlijk ongrondwettelijk is, omdat het te vaag is, en omdat een gewone mens waarschijnlijk niet zou weten dat het "tegen hem gebruikt zou kunnen worden gebaseerd op zijn meningsuiting binnen de VS". Hij oordeelde niet over mogelijke inbreuken door de acties van de regering op de rechten van Khalil onder het Eerste amendement van de grondwet. Op 11 juni oordeelde Farbiarz dat Khalil moet vrijgelaten worden, maar hij zette het bevel twee dagen op pauze om de regering de gelegenheid te geven in beroep te gaan.
De regering ging niet in beroep, maar bestreed de motie voor onmiddellijke vrijlating aangezien de aantijgingen dat Khalil gelogen had bij zijn aanvraag niet waren behandeld bij het oordeel. Op 20 juni 2025 oordeelde Farbiarz dat Khalil op borg vrijgelaten moest worden. Op 21 juni werd Khalil na meer dan 100 dagen gevangenschap vrijgelaten, en hij keerde terug naar New York, omringd door supporters en vertegenwoordiger Alexandria Ocasio-Cortez in Newark International Airport.
Op 10 juli 2025 dienden de advocaten van Khalil een claim in voor $20 miljoen voor onrechtmatige gevangenneming, kwaadwillige vervolging en onterechte beschuldiging van antisemitisme.